# Тихонова Пустынь
Ти́хонова Пу́стынь — железнодорожная станция в городском округе Калуга Калужской области России.

## География
Железнодорожная станция находится в центральной части Калужской области, в зоне хвойно-широколиственных лесов, в пределах северо-западного склона Среднерусской возвышенности, возле Северного обхода Калуги, на расстоянии примерно 23 км (по прямой) к северо-западу от города Калуга, административного центра области и округа.

### Климат
Климат характеризуется как умеренно континентальный, с тёплым летом и холодной снежной зимой. Среднегодовая многолетняя температура воздуха составляет 3,8 °С. Средняя температура воздуха самого тёплого месяца (июля) — 17,6 °C (абсолютный максимум — 38 °C); самого холодного (января) — −10 °C (абсолютный минимум — −46 °C). Безморозный период длится в среднем 149 дней. Среднегодовое количество атмосферных осадков составляет 738 мм, из которых большая часть (467 мм) выпадает в тёплый период. Снежный покров держится в течение 139 дней.

### Часовой пояс
Железнодорожная станция Тихонова Пустынь, как и вся Калужская область, находится в часовой зоне МСК (московское время). Смещение применяемого времени относительно UTC составляет +3:00.

## Население
| 2002 | 2010 | 2022 |
| ---- | ---- | ---- |
| 676  | ↘610 | ↗671 |

### Национальный состав
Согласно результатам переписи 2002 года, в национальной структуре населения русские составляли 93 %.

## Улицы
| - пер. Гагарина, - ул. Гагарина, - ул. Западная, - ул. Лесная, - ул. Привокзальная, - ул. Рабочая, - ул. Садовая, | - ул. Советская, - ул. Совхозная, - ул. Центральная, - пер. Центральный, - ул. Школьная, - ул. Южная. |

## Инфраструктура
Функционирует школа.